# Lycopodium nummularifolium
Lycopodium nummularifolium là một loài thực vật có mạch trong Họ Thạch tùng. Loài này được Blume mô tả khoa học đầu tiên năm 1828.